# Flagge Bhutans
Die Flagge Bhutans ist im chinesischen Stil gehalten und erinnert stark an die goldgelbe Flagge des chinesischen Kaiserreiches.

## Bedeutung
- Safrangelb steht für die Hoheit des Königs und seiner Leitung weltlicher und geistlicher Angelegenheiten.
- Orangerot steht für die geistliche Gewalt des Buddhismus, der in Bhutan durch die buddhistischen Sekten Kagyüpa und Nyingmapa repräsentiert wird.

Der flügellose, schwarz-weiße Drache symbolisiert einerseits den Landesnamen Bhutans, Druk-Gyalkhap (Drachenreich), andererseits steht er für den Donner, der oft in der Gebirgslandschaft Bhutans zu hören ist und der Stimme des Drachen zugesprochen wird. Zudem stellt der Juwelen haltende Drache ein Symbol für das Universum dar.
Der Drache hat nur drei nach vorne gerichtete Krallen. Nur Drachen, die für den chinesischen Kaiser stehen, haben vier Krallen.

## Farben
| System                      | Safrangelb | Orangerot | Weiß        | Schwarz |
| --------------------------- | ---------- | --------- | ----------- | ------- |
| RGB                         | 239-178-45 | 226-61-40 | 255-255-255 | 0-0-0   |
| Hexadezimale Farbdefinition | #EFB22D    | #E23D28   | #FFFFFF     | #000000 |

## Geschichte
Das Grunddesign der Flagge ist seit dem 19. Jahrhundert im Gebrauch. Die Flagge in ihrer heutigen Form existiert seit 1969 und wurde am 8. Juni 1972 offiziell bestätigt.

1:1  Erste bekannte Flagge Bhutans, in Verwendung bis 1956
1:1  Flagge Bhutans, 1956 bis 1969